# Mike Dash
Mike Dash (nascut 1963) és un escriptor, historiador i investigador gal·lès. És més conegut pels llibres i articles que tracten episodis dramàtics encara poc coneguts de la història.

## Biografia
Dash va néixer a Londres. Va assistir a Peterhouse, un college a la Universitat de Cambridge particularment per ensenyar història, i va completar el seu doctorat a la Universitat King's College de Londres, on va obtenir un Ph.D.,
Dash és l'autor d'una sèrie de llibres que cobreixen incidents en la història de la Companyia Neerlandesa de les Índies Orientals, els Països Baixos, l'India sota regla britànica, i Nova York durant l'Era Progressiva. Cadascun se centra en un esdeveniment sol o sèrie d'esdeveniments, entre ells el naufragi del Batavia, la mania de tulipa holandesa de 1634-1637, i els anys primerencs de la Màfia americana. Més recentment ha esdevingut conegut com l'autor d'un ampli blog històric setmanal, "Past Imperfect", escrit per la Smithsonian Institution.
Com a historiador, Dash és apreciat per l'alta qualitat de la seva recerca, que el diari acadèmic The Age of Sail diu que "arriben a un nivell que rarament es veu en els llibres per al públic en general." El Globe and Mail de Toronto, va aplaudir la seva feina com a “propera, personal, i plena de detalls," afegint, "Dash és així d'estrany: un perfeccionista en la seva recerca i un escriptor que perfectament talla fora de la seva història amb un bolígraf tan afilat com un taló d'agulla," i el New York Times va elogiar el seu "estil cinematogràfic inabastable, suportat per una investigació minuciosa." D'altra banda, Publishers Weekly, en un escrit del llibre de Dash sobre Batavia, va acusar que mentre va agafar la història "a un nivell nou de grotesca precisió," el seu "drama nàutic mai veritablement cobra vida."
"Past Imperfect" també ha atret el comentari d'introduir una història que poques vegades es presenta en llibres de text a una nova generació de lectors. El The New Yorker la va identificar com "la lectura més apassionant de la setmana", i el The Christian Science Monitor va afegir: "Mostra-ho a qualsevol nen que es queixi que la història és avorrida i serà el final d'aquesta conversa. I el començament d'una de nova."
El llibre més recent de Dash, The First Family, és una història nova de Giuseppe Morello i l'establiment de la Màfia en els Estats Units.